# Troadius
De heilige Troadius (? - Neocaesaerea, 250) was een christen martelaar. Hij stierf de marteldood door kruisiging tijdens het bewind van keizer Trajanus Decius.
Zijn feestdag is op 28 december.